# Kostel Proměnění Páně (Třebíč)
Kostel Proměnění Páně je římskokatolický kostel  v Třebíči, zasvěcený Proměnění Páně. Býval součástí kapucínského kláštera na Jejkově. Dokončen byl v roce 1693 na místě bratrského sboru. Je farním kostelem farnosti Třebíč-Jejkov. V současnosti je chráněn jako kulturní památka.

## Vzhled
Chrám stojí na podstavci, s přístupem po schodišti. Pod schodištěm je socha sv. Jana Nepomuckého pocházející z novodvorského mostu. Roh vedle schodiště zabírá malá kaplička Panny Marie Sedmibolestné.
Znak a nápis nad vchodem připomíná patrona kostela a okolnosti vzniku kostela a kláštera:
| „ | Léta, kdy z výkalu pekelného povstalo světlo a učení božské pravdy. | “ |

Je jednoduchého provedení: má jen jednu loď orientovanou k jihu a dvě kaple.
Prostě zařízený vnitřek je zaklenut valenou klenbou s lunetami.
Kostel je omítnut lososovou barvou. V horní části budovy je na zdi kříž v místech, kde býval obraz „Svatý František u kříže“ od malíře Rosy (namalován roku 1905). Tento obraz byl v roce 1942 při opravě kostela zamítnut a jako náhradu namaloval akademický malíř Jan Daněk z Letovic níže na místě kruhového okna obraz „Svatý František se zříká světa“, jehož vzorem byl obraz od španělského malíře Murilla. Obraz i velký erb Valdštejnů opravil v roce 1992 Boris Kjulleněn.
Věž, zcela netypická pro jinak dosti podobné kapucínské kostely, byla přistavěna až v roce 1884 za faráře a kvardiána kláštera P. Alberta Chlumeckého a na jeho náklad. Zvony stihly rekvizice obou světových válek (naposledy 7. dubna 1942). Dlouho zůstával jen zvonek v sanktusové věžičce nad presbytářem. Naposled se do věže zvony vrátily 5. ledna 1997 a ve 14 hodin se poprvé rozezněly. Ulity byly ve zvonařské dílně Marie Tomáškové-Dytrichové z Brodku u Přerova. Jsou čtyři a pořízeny byly Mons. Františkem Rypárem a farníky manžely Janem a Marií Mandlovými. Zasvěceny byly P. Marii, sv. Františkovi, sv. Třem králům a sv. Václavovi; tedy týmž patronům jako zvony meziválečné (které byly posvěceny 28. října 1928).

## Vnitřek
Hlavní oltář zdobí velký obraz Proměnění Krista Pána na hoře Tábor. Jeho autorem je italský malíř Josef Ceregetti (1722–1799) usedlý v Chrudimi; obraz namaloval asi v roce 1750. Jména autorů ostatních oltářních obrazů, včetně obrazů s pašijovou tematikou na odvrácené straně oltáře – v mnišském chóru – nejsou známa. Patronem bočních oltářů jsou svatý František a svatý Antonín a svatý Jan Nepomucký. V boční kapli sv. Barbory se stavívá jejkovský betlém; kaple dále slouží k udílení svátosti křtu. Druhou z kaplí kostela je kaple Panny Marie Bolestné.
Vnitřek kostela býval bohatě vymalován, např. vítězný oblouk zdobil obraz znázorňující svatého Františka, jak žehná Třebíči.

## Historie
Historie kostela je spjata se vznikem jejkovského kapucínského kláštera. Kapucínský klášter na Jejkově byl založen na podnět Františka Augustina z Valdštejna (1666–1684) roku 1684 symbolicky na místě bývalého bratrského sboru s modlitebnou, školou, zvonicí a špitálem; kapucínský klášter měl spolupůsobit při rekatolizaci města a okolí.
Základní kámen kláštera byl položen 3. června 1687. Protože to nebyla žádná veliká stavba, byl konvent hotov koncem roku 1690 a v lednu 1691 byl obydlen. Kostel byl dokončen až na podzim roku 1693. Vysvětit ho přijel 15. října 1693 biskup Jan Josef Breuner. Dnešní zasvěcení (Proměnění Páně) je doloženo teprve od poloviny 18. století.
Téměř sto let, tj. do zřízení jejkovské farnosti byl kostel konventní: sloužil zejména řeholní rodině. Tu k slavení mše svolával zvonek ze sanktusové vížky. Mniši žijící v klášteře vypomáhali v okolí. Budovu fary pro jejkovskou farnost zřízenou roku 1784 zbudovali v ulici Blatné (dnes Otmarově) v letech 1788–1793; i ona je kulturní památkou. Velkého požáru 25. května 1847, který zcela strávil konvent (i s jeho knihovnou), byl kostel uchráněn. Přítomnost kapucínů na Jejkově byla ukončena smrtí faráře Antonína Zdeňka Kováře v roce 2000.

## Galerie

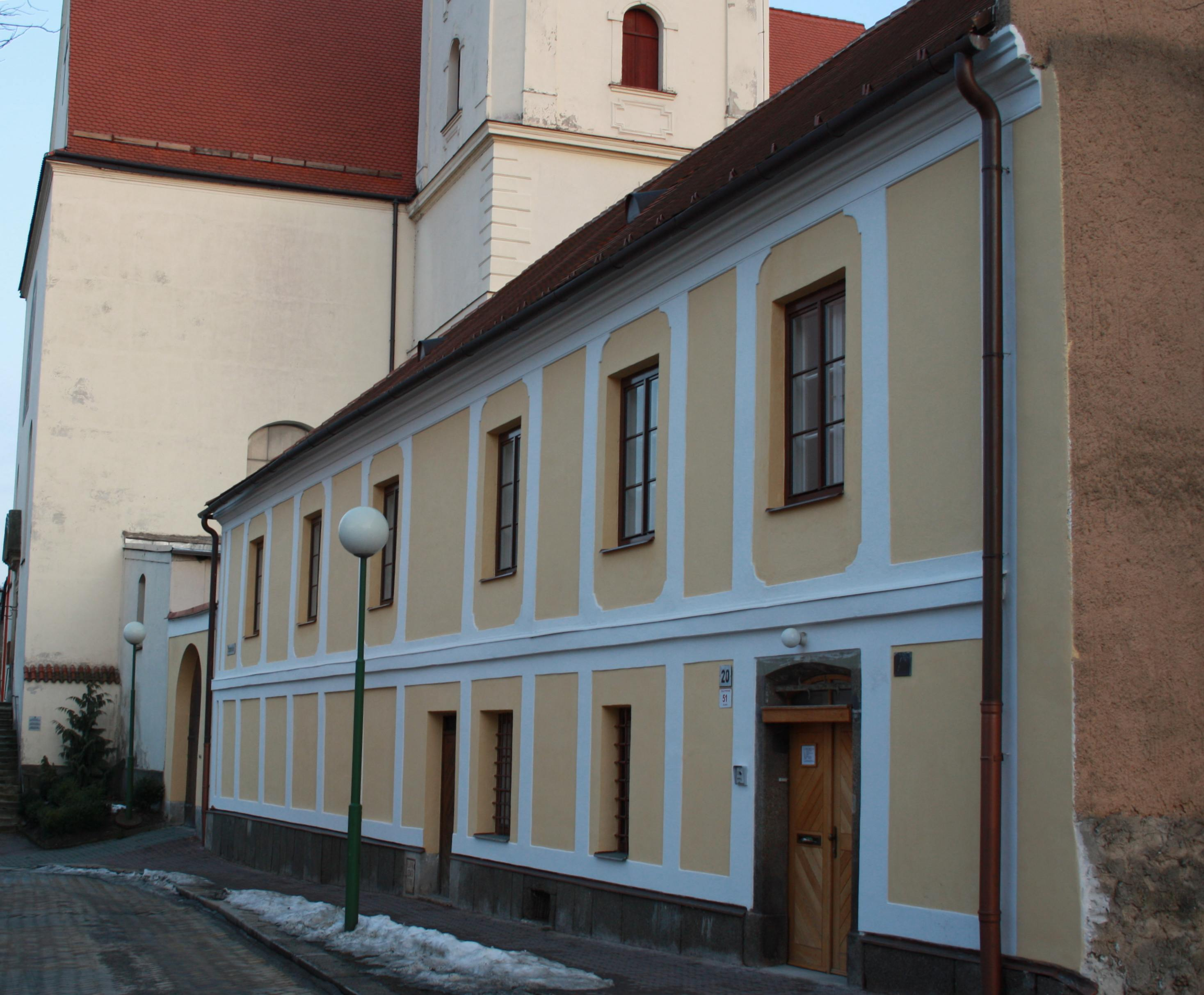
Fara kostela z Otmarovy ulice
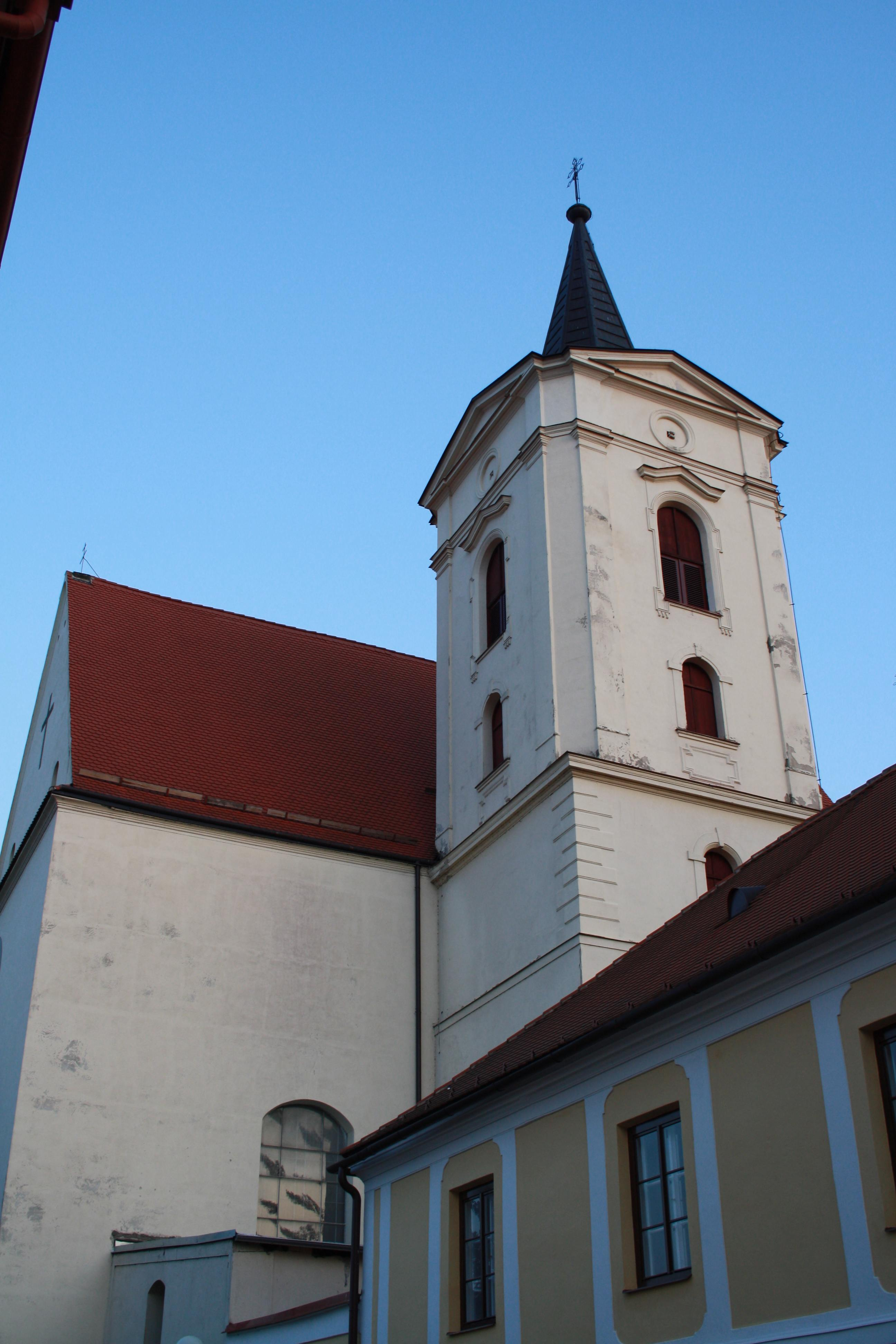
Netypická věž z roku 1884
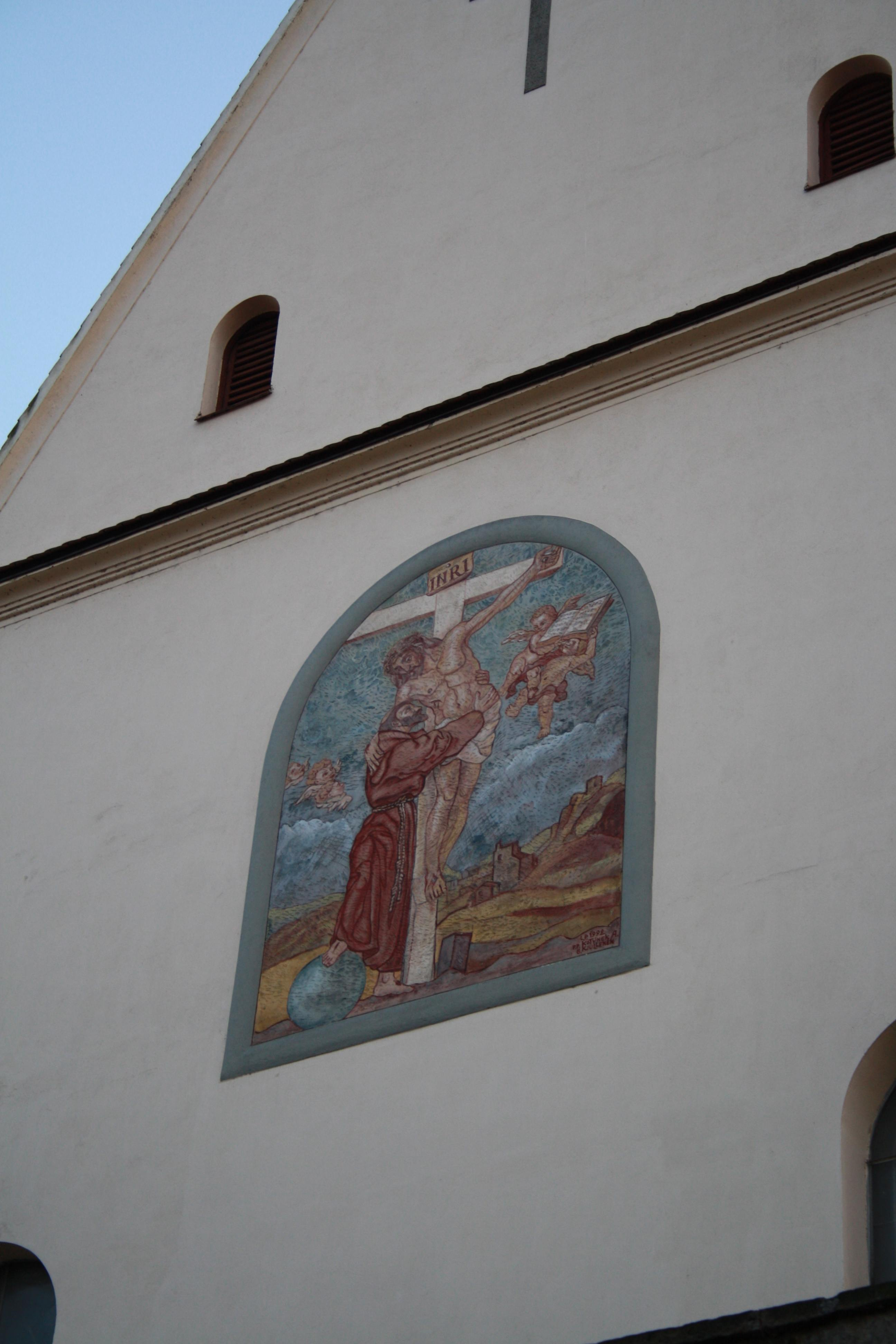
Malba sv. Františka
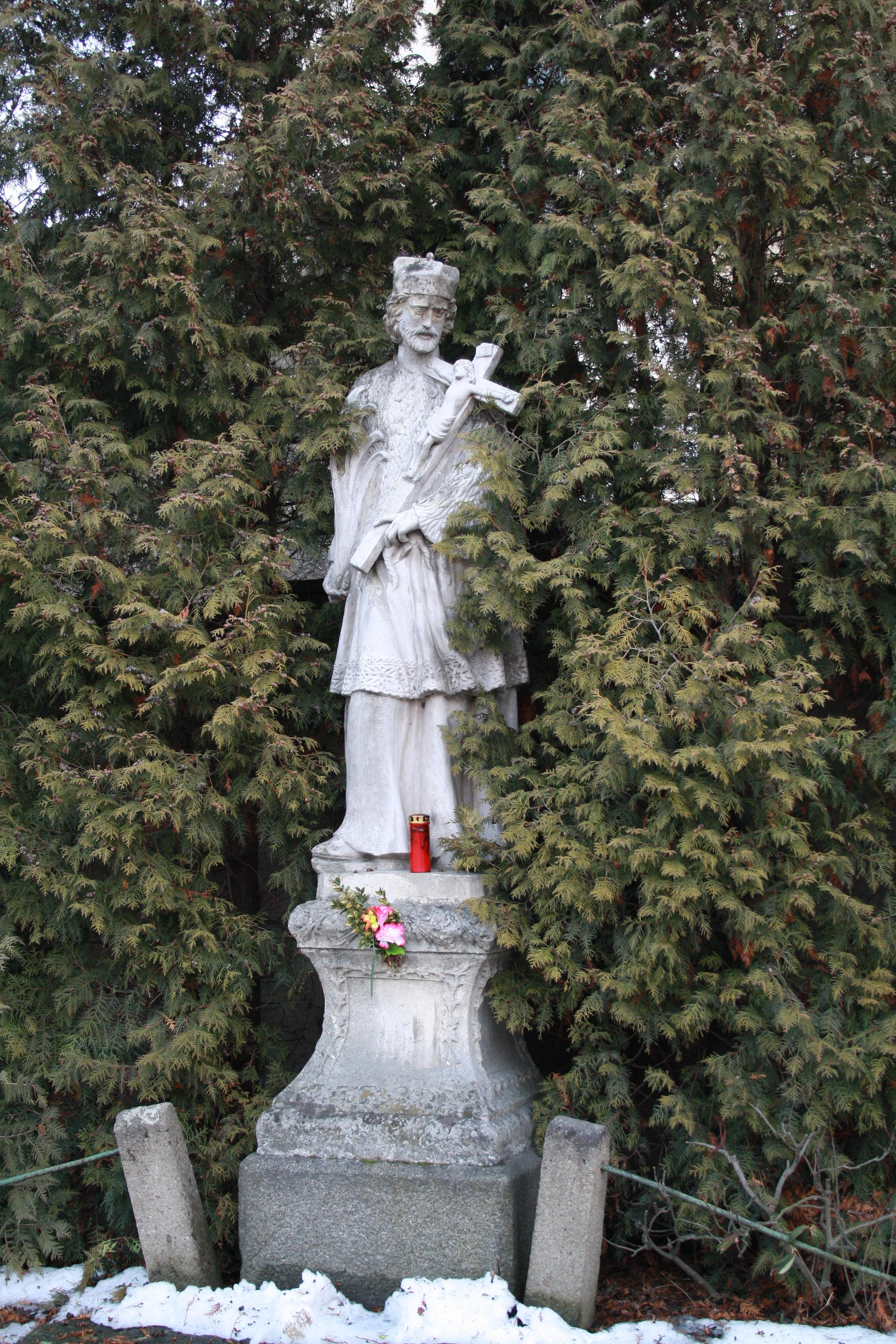
Socha sv. Jana Nepomuckého před kostelem
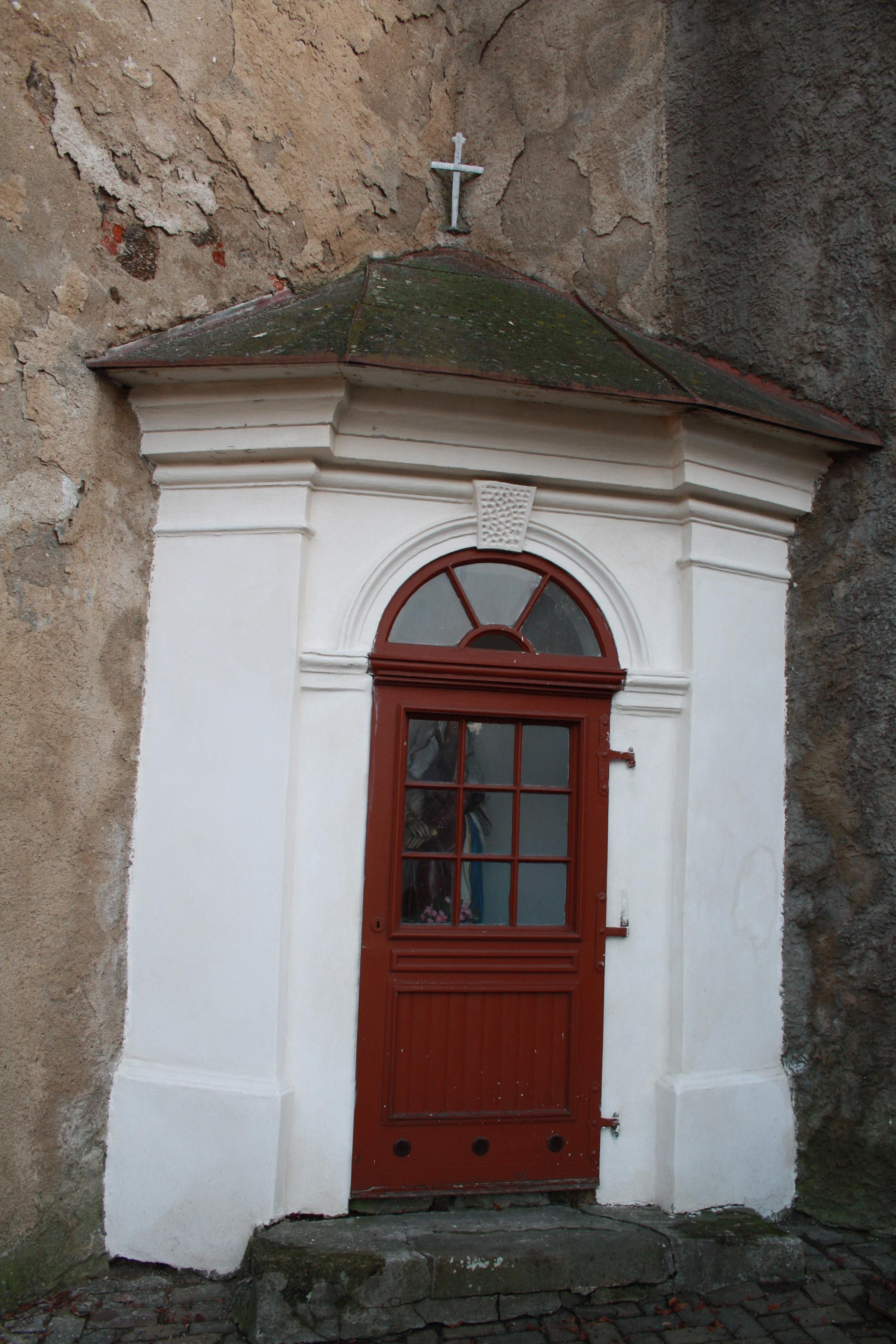
Kaple P. Marie Sedmibolestné pod schody kostela
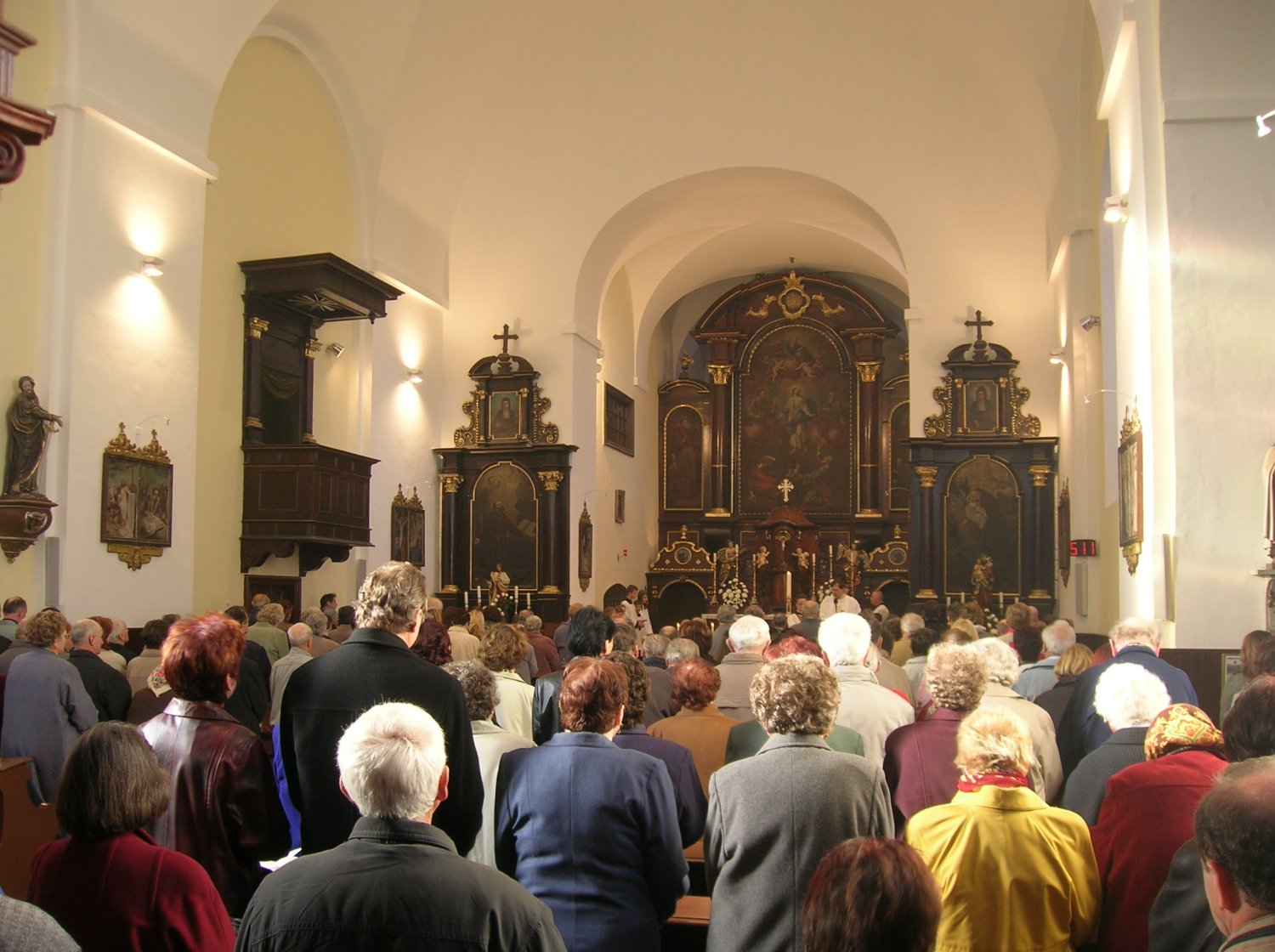
Obrázek ze mše
Dispozice kostela